# Mystery of Love
«Mystery of Love» es una canción escrita e interpretada por el cantautor estadounidense Sufjan Stevens y producida por Thomas Bartlett. Fue autopublicada en formato digital el 1 de diciembre de 2017 bajo licencia de Madison Gate Records y Sony Classical. Luca Guadagnino, director de la película Call Me by Your Name (2017), invitó a Stevens a participar como narrador del filme, pero el músico rechazó la propuesta y accedió en su lugar a componer una canción original. Durante el proceso creativo, trabajó con total libertad y tomó como fuente de inspiración el guion de la película y la novela homónima de André Aciman. Se trata de una balada acústica cuya letra aborda el amor romántico y alude a la relación entre Elio y Oliver. También incluye referencias al estado de Oregón, a las aves y al cristianismo.
El 4 de enero de 2018 se publicó el videoclip de la canción en el canal de Pitchfork en YouTube. El material combina escenas de la película con imágenes de obras de arte filmadas en el Museo Arqueológico Nacional de Nápoles. La canción aparece en el tráiler oficial de Call Me by Your Name y en una escena en la que Elio y Oliver hacen una caminata por Bérgamo. También forma parte de la banda sonora oficial del filme, junto con otras dos canciones compuestas por Stevens: «Futile Devices» y «Visions of Gideon». La crítica recibió la canción de forma mayoritariamente positiva.
Además, recibió nominaciones en varias ceremonias, entre ellas los Premios de la Crítica Cinematográfica, la Georgia Film Critics Association y los Guild of Music Supervisors Awards. La Academia de Artes y Ciencias Cinematográficas la incluyó entre las candidatas al Óscar a la mejor canción original. También compitió en la 61.ª edición de los Premios Grammy en la categoría de mejor canción escrita para un medio visual. En el ámbito comercial, ingresó en la lista Hot Rock Songs de Billboard en Estados Unidos y alcanzó las principales listas de éxitos musicales en Francia, Hungría, Portugal y Escocia.

## Antecedentes y lanzamiento
Sufjan Stevens escribió «Mystery of Love». En una entrevista, el director y productor Luca Guadagnino comentó que, aunque suele elegir personalmente la música de sus películas, en este caso buscaba una «narración emocional» a través de las canciones. También deseaba que la música tuviera un vínculo con el protagonista, Elio Perlman, un joven pianista que disfruta transcribir y adaptar piezas musicales para acercarse a su interés romántico, Oliver. Guadagnino describió el proceso como un reto, ya que Stevens es «una persona muy reservada como artista», pero finalmente logró convencerlo de colaborar. Le entregó el guion y la novela de André Aciman —en la que se basó la película— como fuente de inspiración. Stevens también se inspiró después de conversar con Guadagnino sobre la trama y los personajes de la historia. Compuso con total libertad creativa, algo que agradeció. También reconoció la disposición del director para confiar en los demás como una oportunidad valiosa. Aunque solo le habían pedido escribir una canción para Call Me by Your Name, Stevens ofreció dos («Mystery of Love» y «Visions of Gideon»), y ambas fueron utilizadas.
The Hollywood Reporter dio a conocer en enero de 2017 que Stevens participaría en la banda sonora de la película. Aunque rechazó una propuesta para hacer una voz en off, Guadagnino bromeó al decir que el cantante funcionaba como una especie de narrador, capaz de representar con fidelidad tanto el libro como la película, ya que su música nacía desde la perspectiva de Elio. «Mystery of Love» sonó por primera vez en el tráiler de Call Me by Your Name, estrenado el 1 de agosto de 2017. Stevens colaboró con tres canciones en total: «Mystery of Love», «Visions of Gideon» y una remezcla de su tema «Futile Devices», publicado originalmente en su sexto álbum de estudio, The Age of Adz (2010). Call Me by Your Name marcó su debut como compositor en la banda sonora de un largometraje. La compañía Madison Gate publicó el álbum el 3 de noviembre de 2017. Un mes después, el 1 de diciembre, Stevens autopublicó «Mystery of Love» como sencillo en plataformas digitales como iTunes Store, bajo licencia de Madison Gate y Sony Classical.
En febrero de 2018, se anunció que la canción tendría un lanzamiento físico en vinilo de 10", en una edición limitada como parte de las publicaciones especiales del Record Store Day en Estados Unidos. El sencillo incluyó una nueva portada tomada de la película y apareció junto a «Visions of Gideon» y la remezcla de Doveman de «Futile Devices», en los lados A y B, respectivamente. El tiraje se limitó a 10 000 copias, y cada funda de vinilo fue etiquetada de forma individual. En marzo de 2025, con motivo del décimo aniversario del álbum Carrie & Lowell (2015), se publicó una versión demo inédita de «Mystery of Love». El lanzamiento acompañó el anuncio de una edición deluxe conmemorativa del disco. Stevens había concebido la canción durante las sesiones de grabación del álbum, antes de reelaborarla para la banda sonora de Call Me by Your Name.

## Composición

### Música y letra

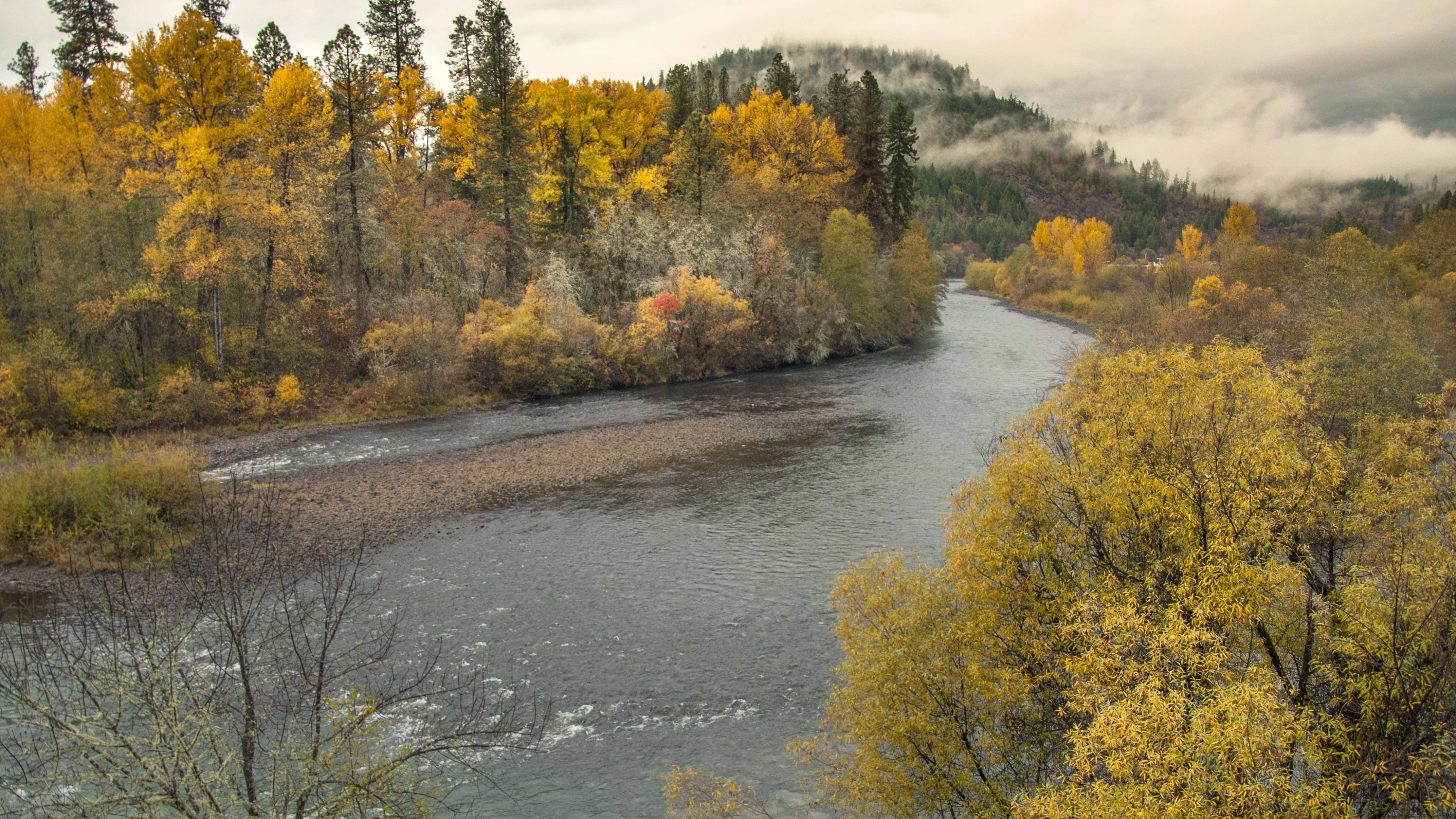
Stevens escribió «Mystery of Love» mientras estaba en Oregón e incluyó referencias al Río Rogue.

«Mystery of Love» es una canción acústica con una duración de cuatro minutos y ocho segundos. Está compuesta en la tonalidad de sol mayor, en compás de 4/4, con un tempo de 108 pulsaciones por minuto. La voz abarca desde el re grave (D3) hasta el mi agudo (E4), y la instrumentación incluye cuerdas, mandolina, guitarra y piano. Tres críticos de North by Northwestern señalaron que las canciones de Stevens transmiten «una sensación de intimidad» que remite a los temas mitológicos de la película. Alex Robert Ross, de Noisey, escribió que la pieza se sostiene sobre un ritmo de guitarra pulsada «delicado». Anagha Komaragiri, de The Daily Californian, la describió como «ligera y etérea». Daniel Mergarry, colaborador de Gay Times, consideró que es la «más esperanzadora» de las dos canciones de Stevens, mientras que David Bauder, de Albany Times Union, la calificó como una «balada encantadora».
 

Guadagnino describió su interpretación vocal como cristalina y la comparó con la de un ángel. Alex Robert Ross, de Noisey, destacó que canta en un «semi-susurro». Stevens afirmó que componer «Mystery of Love» y «Visions of Gideon» le resultó sencillo, ya que ambas giran en torno al amor y la pérdida, temas que ha abordado en sus composiciones desde la infancia. La canción comienza entonando el primer verso, que incluye la frase: Oh, to see without my eyes / The first time that you kissed me (en español: «Oh, puedo ver hasta sin mis ojos / La primera vez que me besaste»). Brandon Tensley, de Pacific Standard, citó los versos The first time that you touched me / Oh, will wonders ever cease? («La primera vez que me tocaste / Oh, ¿estas maravillas algún día cesarán?») para ilustrar la compleja relación entre Elio y Oliver. En la tercera repetición del estribillo, la letra cambia a The last time that you touched me («La última vez que me tocaste»), después de que Stevens pregunta How much sorrow can I take? («¿Cuánta tristeza puedo soportar?») en el verso anterior, lo que alude a «cómo una sensación de vacío golpea la dicha inicial de Elio y Oliver cuando el verano termina». Según Ivan Raykoff, en una publicación del blog de Oxford University Press, la canción «expone el poder comunicativo del tacto por encima de la vista» y sugiere que la nostalgia puede ofrecer tanto consuelo como dolor.

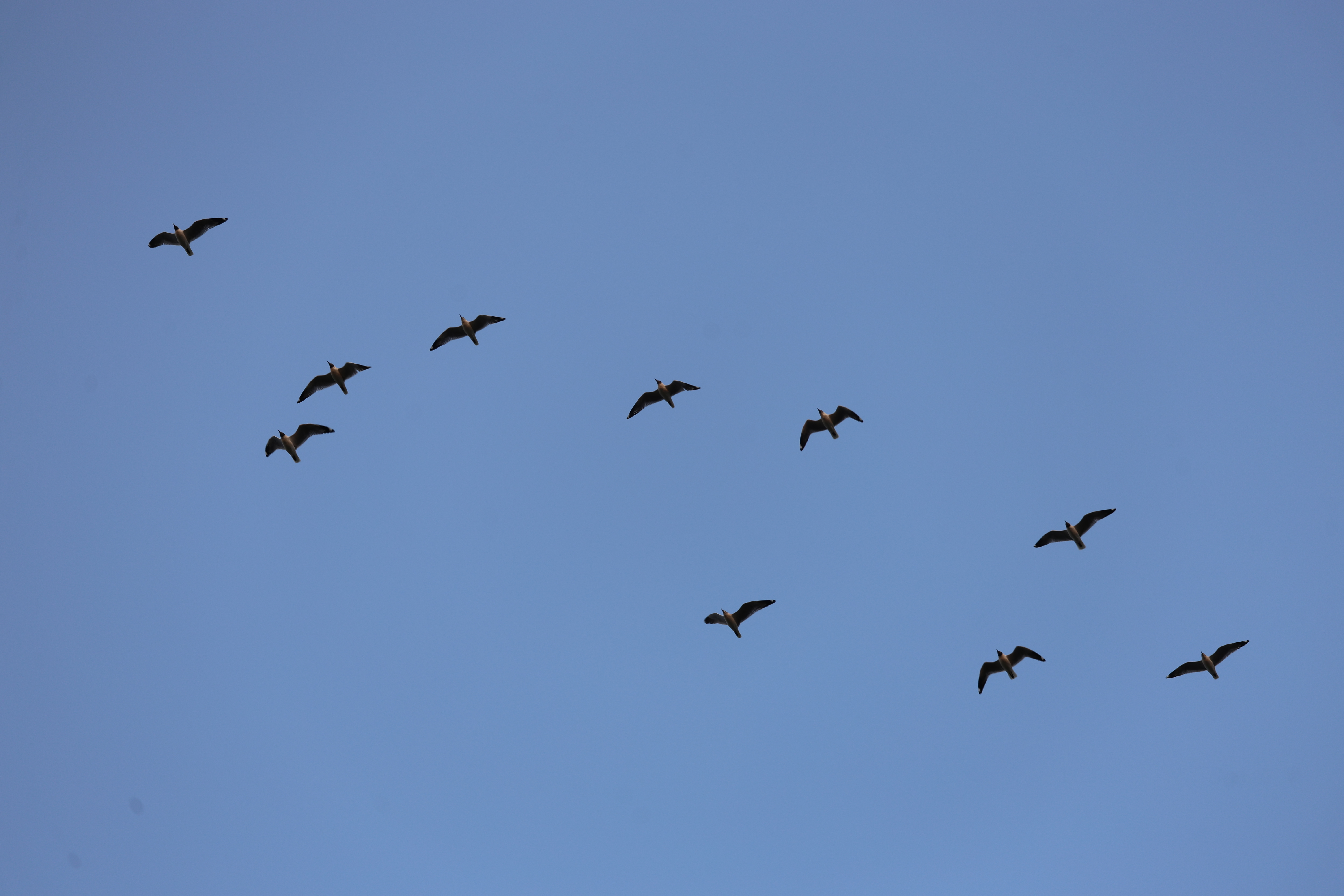
Las aves, símbolo de «libertad y trascendencia» según Stevens, aparecen como motivo lírico.

Joe Utichi, de Deadline Hollywood, señaló que «Mystery of Love» incluye referencias al estado de Oregón, un tema que Stevens ya había explorado en Carrie & Lowell. En uno de los versos menciona el río Rogue, que también da nombre a una localidad del estado. En una entrevista, confirmó la observación de Utichi y explicó que escribió la canción en Oregón, durante la gira promocional de su álbum. También alude a aves, que para él simbolizan «libertad absoluta y trascendencia». Sam Eichner, de UrbanDaddy, identificó elementos del cristianismo en la letra, y afirmó que «“Mystery of Love”, en particular, tiene una inclinación espiritual que eleva el sentimiento al plano de lo divino».

## Recepción

### Crítica especializada
Michael Phillips, de Chicago Tribune, elogió «Mystery of Love» y «Visions of Gideon» por ser «canciones originales conmovedoras» y consideró que ayudan al espectador a comprender y empatizar con las emociones de Elio. Elliot Kronsberg, de North by Northwestern, señaló que «Mystery of Love» fue su favorita entre las tres contribuciones de Stevens, y comentó: «Me emocioné mucho cuando sonó y la he tenido en la cabeza casi una semana». Hannah Fleming, redactora de Paste, opinó que la canción «consolida a Stevens como una especie de sonetista moderno a lo Shakespeare», mientras que el equipo editorial de Vanity Fair la calificó como «sentida». Abby Brone, de The Daily Campus, destacó la capacidad de la canción para «resaltar el carácter cautivador de la película». En una columna para Mint, Sanjor Narayan incluyó «Mystery of Love» entre sus canciones favoritas de Stevens y la recomendó como una de cinco piezas imprescindibles para los lectores. Bill Pearis, de BrooklynVegan, criticó que la canción no «aporte nada novedoso», aunque consideró que su sonido era «muy bien recibido». También la comparó con el estilo musical que Stevens presentó en sus álbumes Seven Swans (2004) y Carrie & Lowell (2015).

### Rendimiento comercial
En 2018, «Mystery of Love» ingresó a varias listas musicales internacionales. En Estados Unidos, alcanzó el puesto 13 en la lista Hot Rock & Alternative Songs de Billboard. En Francia, se ubicó en el número 44 del ranking realizado por la SNEP, mientras que en Hungría llegó al puesto 34 en la lista Single Top 40. En Escocia, ocupó la posición 67 según la Official Charts Company (OCC), y en el Reino Unido, alcanzó el número 63 en la lista UK Singles Sales elaborada por el mismo organismo. En Portugal, figuró en el puesto 93 de la lista publicada por la Associação Fonográfica Portuguesa (AFP).
Además, obtuvo varias certificaciones discográficas en distintos países. En Estados Unidos, la Recording Industry Association of America (RIAA) le otorgó un disco de platino por superar el millón de unidades vendidas. En Francia, recibió la misma certificación por parte del Syndicat national de l'édition phonographique (SNEP), con 200 000 copias distribuidas, y en Polonia, la Związek Producentów Audio-Video (ZPAV) también lo certificó como platino tras alcanzar las 50 000 unidades. El tema obtuvo disco de oro en Dinamarca (45 000 copias), según la IFPI Dinamarca; en Italia (35 000), por parte de la Federación de la Industria Musical Italiana (FIMI); y en España (30 000), a través de Promusicae. En el Reino Unido, la Industria Fonográfica Británica (BPI) le otorgó un disco de plata por 200 000 unidades distribuidas.

### Reconocimientos
Varios críticos musicales anticiparon que Stevens recibiría nominaciones por su trabajo en «Mystery of Love». Larry Fitzmaurice, de Vice, consideró que tanto esa canción como «Visions of Gideon» tenían el potencial suficiente para competir en los Globos de Oro, mientras que Stacy Lambe, de Entertainment Tonight, afirmó que ambas lo convertían en un posible contendiente inesperado en la categoría de mejor canción original en los Óscar. Glenn Whipp, de Los Angeles Times, coincidió con esa predicción y calificó la candidatura como una «apuesta segura». La canción fue nominada en la categoría de mejor canción en la 23.ª edición de los premios de la Crítica Cinematográfica, aunque perdió ante «Remember Me» de la película Coco. Lo mismo ocurrió en los premios de la Georgia Film Critics Association, donde también compitió sin éxito frente a esa misma pieza.
En los Guild of Music Supervisors Awards, figuró entre los cinco finalistas en la categoría de mejor canción o grabación creada para una película. En la 90.ª edición de los Premios Óscar, tanto «Mystery of Love» como «Visions of Gideon» fueron preseleccionadas entre las setenta aspirantes al premio a la mejor canción original. Finalmente, «Mystery of Love» obtuvo la nominación oficial, la primera para Stevens en esa categoría. David Bauder, de Albany Times Union, la describió como «la pieza más atípica entre las nominadas, al menos en lo estilístico». El galardón fue concedido a «Remember Me». En la 61.ª edición de los Premios Grammy, obtuvo una nominación a mejor canción escrita para un medio visual, la primera que recibió Stevens en estos premios. En marzo de 2019, ganó el Premio David de Donatello a la mejor canción original.

## Vídeo musical y promoción

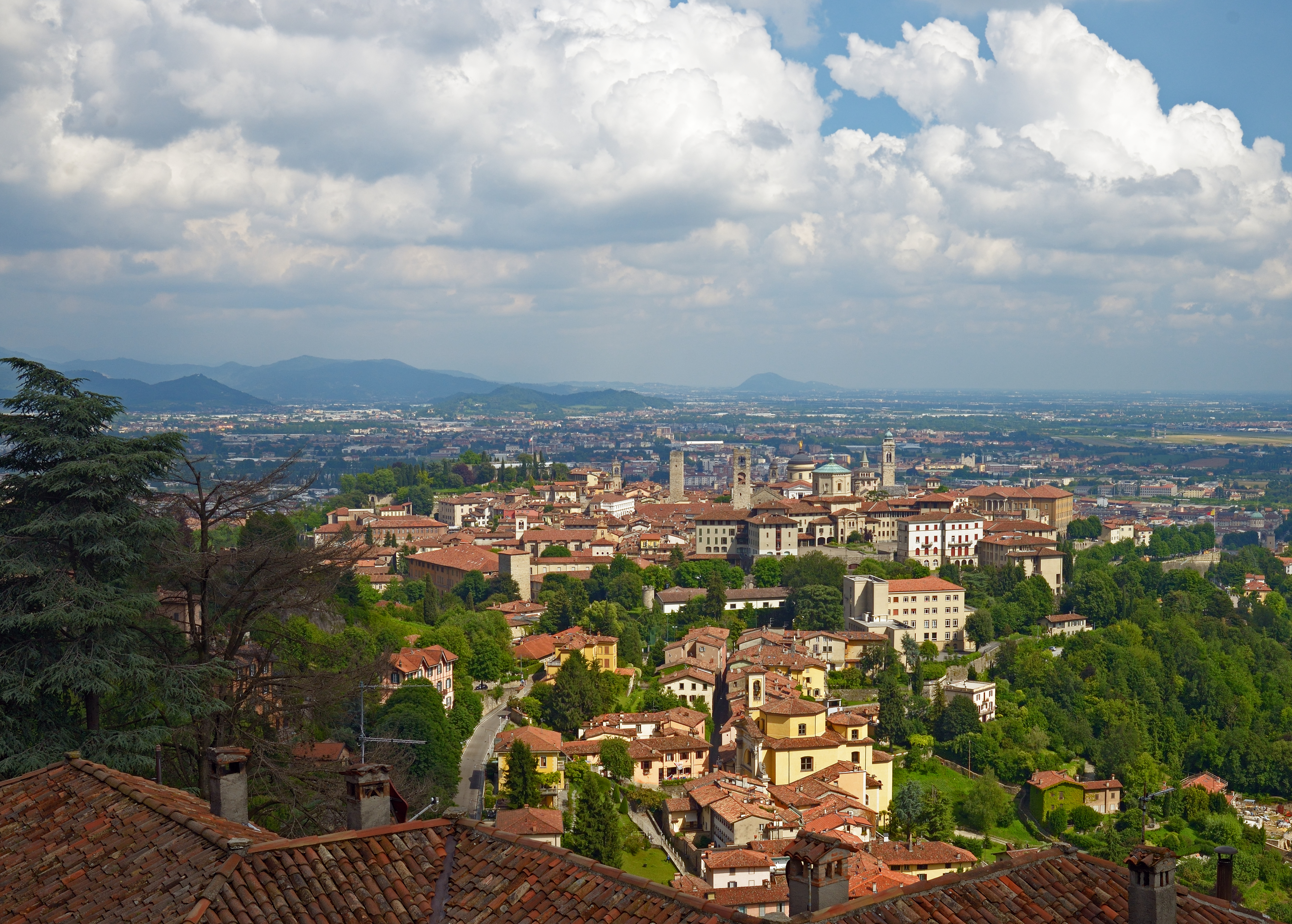
Bérgamo, Italia, ciudad donde transcurren escenas del filme.

«Mystery of Love» aparece en el tráiler oficial de Call Me by Your Name y en una escena de la película en la que Elio y Oliver hacen una caminata por Bérgamo. Tras su nominación al Óscar a la mejor canción original, Stevens fue invitado a interpretarla en la ceremonia, celebrada el 4 de marzo de 2018. Lo acompañaron en el escenario los músicos Chris Thile, Moses Sumney y St. Vincent. La canción también se incluyó en el episodio titulado «What Have They Done?» de la serie Big Little Lies, transmitido por HBO el 9 de junio de 2019.
El 4 de enero de 2018, el canal de Pitchfork en YouTube publicó el videoclip de la canción. El material incluye escenas de la película junto con nuevas tomas filmadas en el Museo Arqueológico Nacional de Nápoles. Lauren O'Neill, de Noisey, elogió el video y lo describió como una recopilación de «los momentos más icónicos de la cinta». Añadió que «todo el conjunto seguramente hará que se te humedezcan los ojos» y señaló que el clip resalta símbolos e imágenes recurrentes del filme, como «los duraznos, la natación y el campo italiano». Jordan Raup, de The Film Stage, lo calificó como «una hermosa oda a uno de los romances más memorables de 2017».

## Presentaciones en vivo y versiones

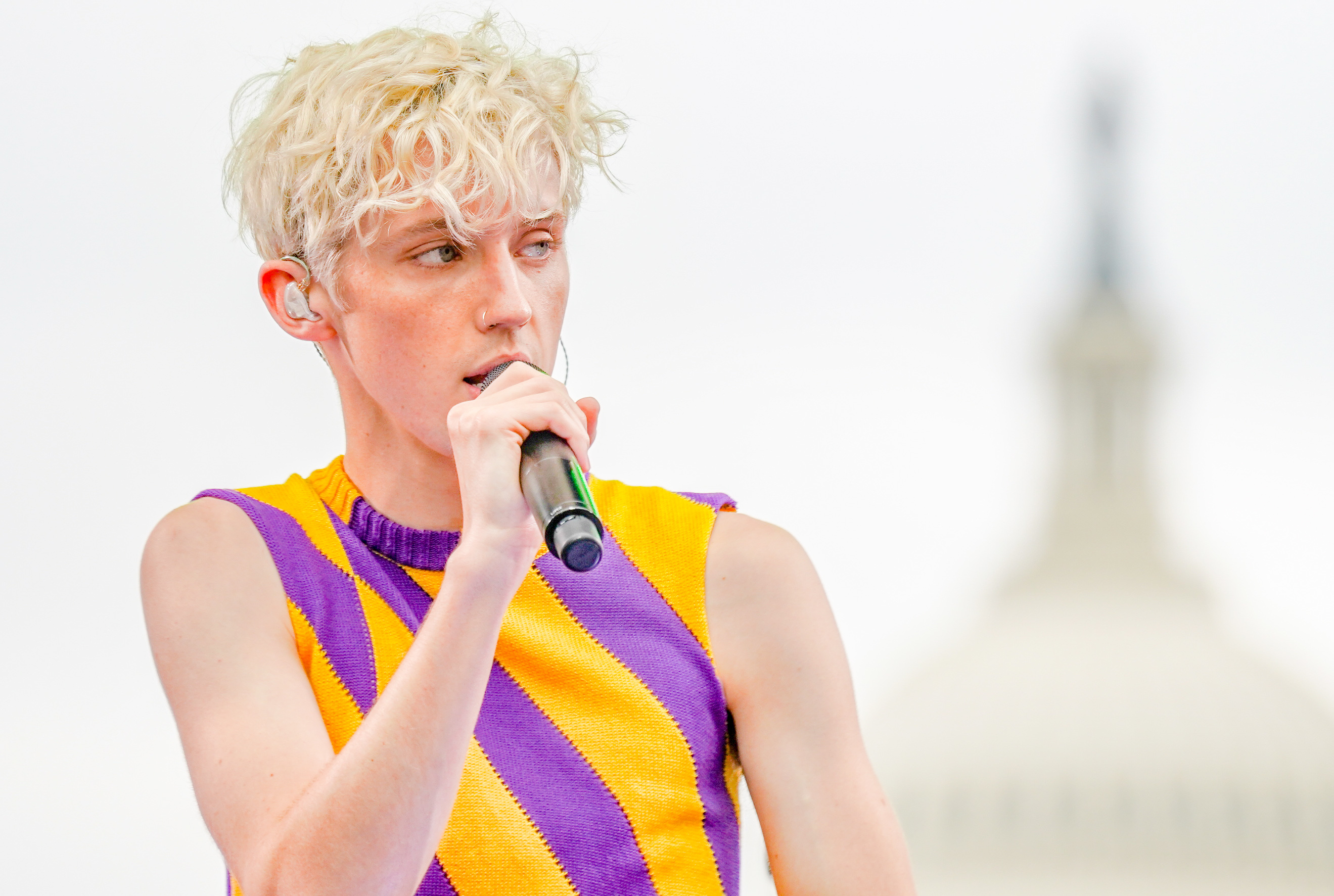
El cantante sudafrico-australiano Troye Sivan recitó una versión hablada de «Mystery of Love» en 2018 para Dazed Digital.

Stevens interpretó el tema en contadas ocasiones. La más destacada tuvo lugar el 4 de marzo de 2018 durante la 90.ª edición de los Premios Óscar, donde la presentó junto a St. Vincent, Moses Sumney, Chris Thile y sus colaboradores habituales, Casey Foubert y James McAlister. En abril del mismo año, volvió a cantarla en el programa Live From Here, grabado en el Town Hall de Nueva York, como parte de un set acústico.
Otros artistas también realizaron versiones de la canción. Troye Sivan hizo una lectura en formato spoken-word para la serie Texts de Dazed Digital en 2018. El coro juvenil danés DR Pigekoret la interpretó en el Koncerthuset de Copenhague en mayo de 2022. La WDR Funkhausorchester de Alemania presentó un arreglo orquestal en sus conciertos. El grupo Punch Brothers, junto con Watchhouse y Sarah Jarosz, la versionaron durante el festival Nightgrass en Telluride, en junio de 2022. En marzo de 2023, Joe with the Flow la cantó durante las audiciones de The Voice en los Estados Unidos, aunque no logró avanzar en la competencia.

## Lista de canciones
| Varios - Descarga digital/CD Promocional |                   |          |  |
| N.º                                      | Título            | Duración |  |
| 1.                                       | «Mystery of Love» | 4:08     |  |

| Europa y Estados Unidos - Vinilo de 10″ |                                    |          |  |
| N.º                                     | Título                             | Duración |  |
| 1.                                      | «Mystery of Love»                  | 4:08     |  |
| 2.                                      | «Visions of Gideon»                | 4:07     |  |
| 3.                                      | «Futile Device» (Remix de Doveman) | 2:15     |  |

## Créditos y personal
Créditos adaptados de las notas del sencillo en descarga digital.
- Sufjan Stevens: voz, composición
- Doveman: productor
- Anders Peterson: masterización

## Posicionamiento en listas musicales
| País           | Lista                        | Mejor posición |
| 2018           | 2018                         | 2018           |
| -------------- | ---------------------------- | -------------- |
| Escocia        | Scottish Singles Sales Chart | 67             |
| Estados Unidos | Hot Rock & Alternative Songs | 13             |
| Francia        | SNEP                         | 44             |
| Hungría        | Single Top 40                | 34             |
| Portugal       | AFP                          | 93             |
| Reino Unido    | UK Singles Sales             | 63             |

## Certificaciones y ventas
| País           | Organismo certificador | Certificación | Ventas certificadas | Ref.   |
| -------------- | ---------------------- | ------------- | ------------------- | ------ |
| Dinamarca      | IFPI Dinamarca         | Oro           | 45 000              | [ 47 ] |
| España         | PROMUSICAE             | Oro           | 30 000              | [ 49 ] |
| Estados Unidos | RIAA                   | Platino       | 1 000               | [ 44 ] |
| Francia        | SNEP                   | Platino       | 200 000             | [ 45 ] |
| Italia         | FIMI                   | Oro           | 35 000              | [ 48 ] |
| Polonia        | ZPAV                   | Platino       | 50 000              | [ 46 ] |
| Reino Unido    | BPI                    | Plata         | 200 000             | [ 50 ] |